# Boxe nos Jogos Pan-Americanos de 2015 - Peso mosca feminino
A categoria mosca feminino do boxe nos Jogos Pan-Americanos de 2015 foi disputada entre 20 e 25 de julho no Centro Esportivo Oshawa em Oshawa, Ontário.

## Calendário
Horário local (UTC-4).
| Data        | Horário | Fase             |
| ----------- | ------- | ---------------- |
| 20 de julho | 14:05   | Quartas-de-final |
| 21 de julho | 21:05   | Semifinal        |
| 25 de julho | 21:10   | Final            |

## Medalhistas
| Ouro   | CAN Mandy Bujold                               |
| Prata  | USA Marlen Esparza                             |
| Bronze | PUR Monica Gonzalez Rivera COL Ingrit Valencia |

## Resultados

### Chave
|  | Quartas-de-final             | Quartas-de-final             | Quartas-de-final |  |  | Semifinal                  | Semifinal                  | Semifinal        |   |                    | Final              | Final | Final |
|  |                              |                              |                  |  |  |                            |                            |                  |   |                    |                    |       |       |
|  | USA Marlen Esparza           | USA Marlen Esparza           | 3                |  |  |                            |                            |                  |   |                    |                    |       |       |
|  | NCA Claudia Parrales Guevara | NCA Claudia Parrales Guevara | 0                |  |  | USA Marlen Esparza         | USA Marlen Esparza         | 3                |   |                    |                    |       |       |
|  | PUR Monica Gonzalez Rivera   | PUR Monica Gonzalez Rivera   | 2                |  |  | PUR Monica Gonzalez Rivera | PUR Monica Gonzalez Rivera | 0                |   |                    |                    |       |       |
|  | VEN Tayonis Cedeno           | VEN Tayonis Cedeno           | 0                |  |  |                            |                            |                  |   | USA Marlen Esparza | USA Marlen Esparza | 1     |       |
|  | BOL Nadia Barriga Villarroel | BOL Nadia Barriga Villarroel | 0                |  |  |                            | CAN Mandy Bujold           | CAN Mandy Bujold | 2 |                    |                    |       |       |
|  | COL Ingrit Valencia          | COL Ingrit Valencia          | 3                |  |  | COL Ingrit Valencia        | COL Ingrit Valencia        | 0                |   |                    |                    |       |       |
|  | PER Lucy Valdivia            | PER Lucy Valdivia            | 0                |  |  | CAN Mandy Bujold           | CAN Mandy Bujold           | 2                |   |                    |                    |       |       |
|  | CAN Mandy Bujold             | CAN Mandy Bujold             | 3                |  |  |                            |                            |                  |   |                    |                    |       |       |
|  |                              |                              |                  |  |  |                            |                            |                  |   |                    |                    |       |       |
|  |                              |                              |                  |  |  |                            |                            |                  |   |                    |                    |       |       |